# Maroons

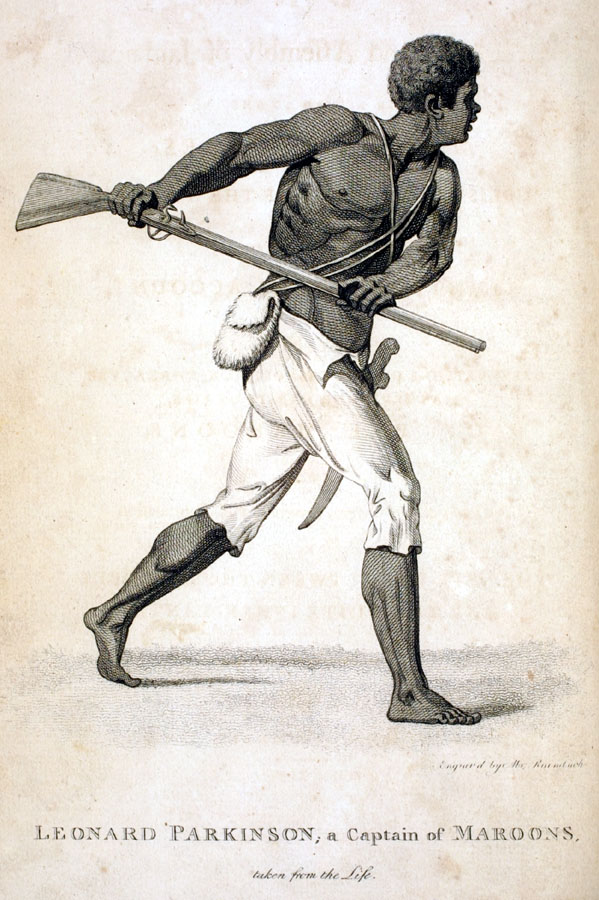
Leonard Parkinson, Anführer aufständischer Maroons (Jamaica 1796)

Als Maroons (Singular: Maroon, französisch und niederländisch: Marron, von spanisch cimarrón) werden seit der zweiten Hälfte des 17. Jahrhunderts Bevölkerungsgruppen überwiegend afrikanischer Herkunft bezeichnet, die sich der Sklaverei in den britischen, französischen und niederländischen Kolonien Amerikas durch Flucht oder auch aktiven Widerstand entziehen konnten. In den spanischen Kolonien wurde die Bezeichnung Cimarrón verwendet.

## Begriffsgeschichte

### Etymologie
Maroon und Marron sind korrumpierte Formen des spanischen Adjektivs cimarrón ‚verwildert, wild, nicht domestiziert‘. Auch wenn die Etymologie von cimarrón nicht eindeutig geklärt ist, wird die Ableitung von cima ‚Berggipfel‘ weitgehend akzeptiert.

### Wortbedeutungen
Im hispanoamerikanischen Sprachraum bezieht sich cimarrón meist auf verwilderte Kulturpflanzen und entlaufene, wild lebende Haustiere oder deren Wildformen. Somit charakterisiert der Begriff in seiner Grundbedeutung pflanzliche und tierische Ressourcen, deren Verwertbarkeit für den Menschen durch ihren schwer zugänglichen Lebensraum oder die Wehrhaftigkeit einer Spezies eingeschränkt wird. So wird z. B. das Wildschwein in Spanien als jabalí bezeichnet, in Lateinamerika jedoch als cerdo cimarrón, also Tiere, die vom verwilderten, im 16. Jahrhundert aus Europa in die Neue Welt eingeführten Hausschweinen (spanisch cerdo) abstammen.

### Bedeutungswandel
Die ursprüngliche Bedeutung von cimarrón wurde von den spanischen Eroberern zu Beginn des 16. Jahrhunderts auch auf die „menschlichen Ressourcen“ der Neuen Welt übertragen, zunächst auf die indigenen Ureinwohner, die den Spaniern nicht nur als „ungezähmte Wilde“ erschienen, sondern sich deren Herrschaftsansprüchen auch durch Rückzug in schwer zugängliche Regionen oder unter Anwendung von Waffengewalt widersetzten. 
Mit den indios cimarrones erfuhr die Bezeichnung durch die Anwendung auf Vertreter der menschlichen Spezies eine Bedeutungserweiterung, die einerseits den Aspekt der Flucht aus einem Herrschaftsverhältnis beinhaltete, andererseits aber auch die Bereitschaft eines Geflohenen, die bestehenden Herrschaftsverhältnisse durch Schaffung eigener Siedlungen, durch Koalitionen mit anderen marginalisierten Bevölkerungsgruppen und notfalls auch durch gewaltsamen Widerstand zu verändern. Dieser Sinngehalt wurde im weiteren Verlauf der amerikanischen Kolonisation auch auf flüchtige afrikanische Sklaven (negros cimarrones) übertragen und fand in der substantivierten Wortform cimarrón, m. (Plural: cimarrones) unter Wegfall der ersten Silbe als maroon oder marron Eingang in die Sprachen anderer europäischer Kolonialmächte. Bei den Fluchtvorgängen (auch: cimarronaje) wurde zwischen petit marronage (Einzelausbrüche) und grand marronage (Gruppenausbrüche und bandenmäßiges Auftreten) unterschieden.

## Cimarronaje und Marronage in den transatlantischen Gebieten

### Karibik

#### Jamaika

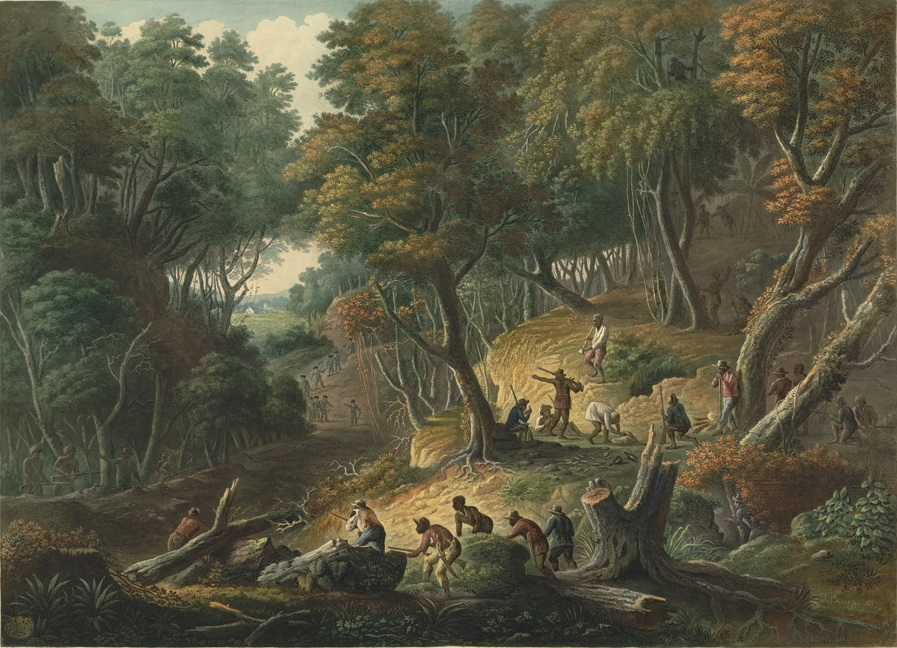
Jamaikanische Maroons im Hinterhalt, Szene aus dem 2. Maroon-Krieg (1795). Aquatinta nach einem Gemälde von F. J. Bourgoin.

Auf Jamaika vermischten sich die Maroons mit den indigenen Völkern der Arawaks und der Miskitos. Die von den Sklavenhändlern für die Zuckerrohr-Plantagen verschleppten Afrikaner kamen vor allem aus dem heutigen Ghana und der Elfenbeinküste. Diese Sklaven sprachen überwiegend Akan, wie die Fante und Aschanti. Durch ihre gemeinsame Sprache konnten sie Kommunikationslinien zur Vorbereitung der Flucht von den Plantagen unterhalten und Allianzen bilden.
- Anfang des 18. Jahrhunderts – Vereinigung verschiedener Maroon-Gruppen und Verhandlung mit den Briten
- 1730 – 1739  –  Erster Maroon-Krieg: Dieser bildete den Höhepunkt des bereits seit 1655 bestehenden Konflikts mit der englischen Kolonialmacht. Er endete 1739 mit einem Friedensvertrag, der den Maroons weitgehende Autonomierechte zugestand. Zu den Anführern der Maroons gehörten Granny Nanny und ihr Bruder Cudjoe. Durch ihre geschickten Guerilla-Taktiken und Führungsqualitäten konnten sich die Maroons gegenüber den britischen Militärs behaupten und zwangen sie letztlich zu einem Friedensvertrag. Die Jamaikaner machten Granny Nanny in Liedern und Legenden unsterblich. Sie ist die  einzige Frau auf der Liste der Nationalhelden von Jamaika. Außerdem ist die Maroon-Ansiedlung Nanny Town nordöstlich von Kingston in den Blue Mountains nach ihr benannt und ihr Abbild ist auf dem 500-Jamaika-Dollar-Schein verewigt.[6]
- 1760 – Aufstand der Coromantee, genannt Tacky’s Rebellion: Eine Gruppe Maroons unter der Führung von Tacky, der vor seiner Verschleppung aus Afrika Stammeshäuptling gewesen war, drang in der Nacht vor Ostermontag in den Hafen von Port Maria ein und erbeutete Musketen, Schießpulver und Kugeln. Als der Tag anbrach, hatten sich schon Hunderte angeschlossen. Sie zogen ins Landesinnere, zerstörten mehrere Plantagen und töteten deren Besitzer. Die Engländer schickten zwei komplette Kompanien hinter ihnen her, und Tacky wurde schließlich von hinten erschossen.[7]
- 1795 – Zweiter Maroon-Krieg: Zwei Maroons aus Trelawny Town wurden für einen Diebstahl bestraft und in Montego Bay von Sklaven ausgepeitscht, was sie als entehrend ansahen. Daraufhin wurde der Ruf nach Rache laut. Der neue Gouverneur von Jamaika, der Earl of Balcarres, der Agenten des revolutionären Frankreichs am Werk sah, reagierte mit übertriebener Härte, rief das Kriegsrecht aus und entsandte ein Sonderkommando nach Trelawny Town, um die Nachschubbasis der Rebellen zu zerstören. Bei ihrer Ankunft war das gesamte Dorf jedoch schon dem Erdboden gleichgemacht. Auf dem Rückweg  geriet das Sonderkommando in einen Hinterhalt und wurde vollkommen vernichtet. Dies war der Auftakt zum Zweiten Maroon-Krieg. Er sollte fünf Monate dauern. 300 Maroons aus den Bergen hielten einer Übermacht von etwa 1500 europäischen Soldaten und 3000 Milizionären stand. Balcarres musste schließlich einsehen, dass er den Maroons mit rein militärischen Mitteln nicht beikommen konnte, und importierte 100 Bluthunde aus Kuba. Als diese Neuigkeit bei den Maroons ankam, brach fast eine Panik aus. Sie hatten zwar bewiesen, dass sie im Cockpit Country einer Übermacht standhalten konnten, gegen diese furchterregenden Tiere jedoch, die sie auch im Busch aufspüren konnten, sahen sie keine Chance. Noch vor dem Eintreffen der Tiere bemühten sich die Maroons um Frieden.[8] Sie wurden trotz gegenteiliger Versprechen nach Nova Scotia deportiert[9] aber wanderten von dort wegen des harten Klimas im folgenden Jahr nach Sierra Leone aus. Nach dem Ende der Sklaverei im Britischen Reich kehrten einige von ihnen ab 1851 als Vertragsarbeiter aus Sierra Leone nach Jamaika zurück[10].

Bis heute sind die Maroons auf Jamaika autonom und haben eine eigene Kultur bewahrt. Sie leben hauptsächlich im Cockpit Country, einer schwer zugänglichen Karstlandschaft im Landesinneren. Accompong in den Bergen von Saint Elizabeth, im Südwesten der Insel hat ca. 600 Einwohner. Am 6. Januar wird hier jährlich ein großes Fest zum Gedenken die Unterzeichnung des Friedensvertrages mit den Briten gefeiert. Insgesamt leben etwa 7.000 Maroons in Jamaika. 
Die Maroon-Kultur in Moore Town wurde 2008 in die UNESCO-Liste des immateriellen Kulturerbes der Menschheit aufgenommen.

### Lateinamerika

#### Suriname

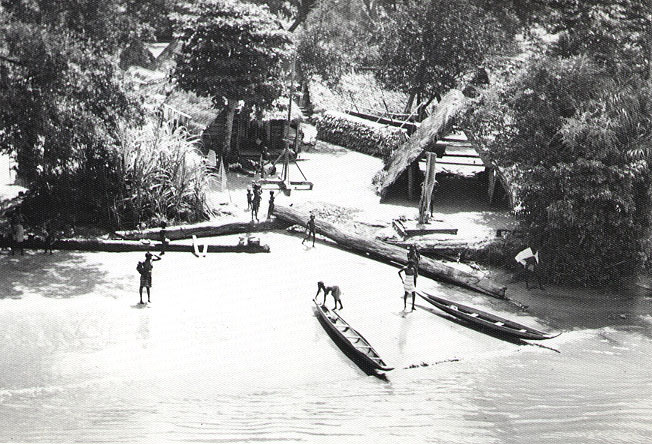
Dorf der Maroons am Suriname (1955)

Die Maroons von Suriname (Schreibweise in der ehemaligen niederländischen Kolonie: Marrons) sind Nachkommen von geflohenen Sklaven. Sie stammen ursprünglich überwiegend aus den heutigen Ländern Ghana, Benin, Togo und Angola. Sie lebten und leben nach wie vor Seite an Seite mit den indigenen Einwohnern des Landes. Im Landesinneren bilden sie verschiedene Gemeinschaften und sind stammesmäßig organisiert. Die beiden größten Gruppen sind die Ndyuka (auch: Aukaner) und die Saramaccaner (auch: Saamaka). Die anderen vier Gruppen sind die Aluku (auch: Boni), die Kwinti, die Matawai und die Paramaccaner.
Bei der Volkszählung im Jahre 2012 gaben 117.567 Personen (21,7 % der Bevölkerung) an, zu einer dieser Gruppen zu gehören.

#### Kolumbien
Im kolumbianischen Dorf Palenque de San Basilio bei Cartagena leben noch heute Maroons mit einer bantu-spanischen Kreolsprache, dem Palenquero.

#### Brasilien
In Brasilien leben Maroons („Quilombolas“) noch heute in den Siedlungen Quilombos und Palmares.

### Vereinigte Staaten von Amerika

#### Virginia

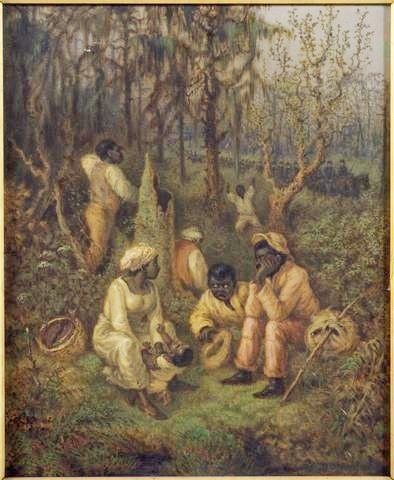
Fugitive Slaves in the Dismal Swamp, Virginia, von David Edward Cronin, 1888

Im Marschland Great Dismal Swamp von Virginia und North Carolina siedelten die Great Dismal Swamp Maroons unter schwierigen Verhältnissen.

#### Florida
Gracia Real de Santa Teresa de Mose (Fort Mose), nördlich von St. Augustine, Florida, wurde 1738 von entflohenen Sklaven aus Carolina in damals spanischem Gebiet gegründet. Es wurde Teil der spanischen Befestigungsanlagen in Florida. Die Kultur der Bewohner war eine Mischung aus spanischen und afrikanischen Elementen.
Die Schwarzen Seminolen waren ein Stamm, der aus entkommenen Sklaven und Angehörigen der lokalen indianischen Bevölkerung bestand, die als Seminolen bezeichnet wurden.

### Afrika

#### Sierra Leone
Die ersten 538 Maroons siedelten vom jamaikanischen Trelawny im Jahr 1800 als befreite Sklaven an die Küste von Sierra Leone über. Dort lebten bereits 1200 schwarze Loyalisten, die 1792 ins Land gekommen waren. Sie fanden ein Zuhause vor allem in der Maroon Town, einem heutigen Stadtteil der Hauptstadt Freetown. Besonders bekannt ist die St. John’s Maroon, eine nach ihnen benannte Kirche.